# The Soul of Broadway
The Soul of Broadway è un film muto del 1915 diretto da Herbert Brenon. Il soggetto è firmato da Brenon che, già nel 1913, aveva portato la storia sullo schermo con il cortometraggio In a Woman's Power. William E. Shay interpreta entrambi i film.

## Trama
Per pagare i suoi debiti, Grace Hamilton accetta del denaro da un suo vecchio e ricco corteggiatore ma tenta di nascondere la cosa a William Craig, giovane e povero che, innamorato di lei, le aveva affidato, perdendoli, tutti i magri risparmi di sua madre. Scoperti i maneggi della donna, William - furioso - lotta con lei e, accidentalmente, le spara al collo. Arrestato e condannato, dopo aver passato tre anni in prigione, William - uscito dal carcere - si innamora di June Meredith, la figlia di un ricco giocatore d'azzardo che si fa passare per uomo d'affari e che è l'attuale amante di Grace. L'avventuriera intanto, in quei tre anni, ha avuto successo come attrice, diventando una stella dei palcoscenici di Broadway. Un giorno, a teatro, rivede per caso William e sente riaccendersi la passione per lui. Ma il giovane ormai ha chiuso con il passato e la respinge. Lei non accetta quel rifiuto e minaccia l'ex amante di rivelare a tutti i suoi trascorsi. William non ha mai raccontato a June di essere stato in carcere; ciò nonostante, non cede e ribadisce il suo disinteresse per Grace. June ascolta per caso quella concitata conversazione e, sentendo le accuse dell'attrice, prende comunque le parti di William, al quale perdona di non aver avuto fiducia in lei. Rabbiosa, Grace, prima di poter denunciare William rivelando la verità a Meredith, è preda di un raptus di follia e cade giù da una scala, restando uccisa.

## Produzione
Il film fu prodotto dalla Fox Film Corporation. Alcune scene vennero girate a New York, nella centrale di polizia del West 13th Street a Manhattan e a Jersey City dove Herbert Brenon, il regista, si sparò incidentalmente a una gamba mentre, preparando la scena, organizzava la troupe. La pellicola fu l'esordio sullo schermo per Valeska Suratt, diva del palcoscenico, che, secondo la pubblicità, indossò in questo film ben 150 costumi per un costo di 25.000 dollari.

## Distribuzione
Il copyright del film, richiesto da William Fox, fu registrato il 18 ottobre 1915 con il numero LP6676.
Distribuito dalla Fox Film Corporation, il film - presentato da William Fox - uscì nelle sale cinematografiche statunitensi il 18 ottobre 1915. Ne venne fatta riedizione distribuita il 9 febbraio 1919.
Non si conoscono copie ancora esistenti della pellicola che viene considerata presumibilmente perduta.